# Льодовиковий рельєф

Форми льодовикового рельєфу

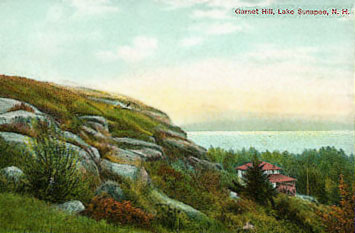
На листівці зображено скелі, пошкоджені льодовиковою ерозією

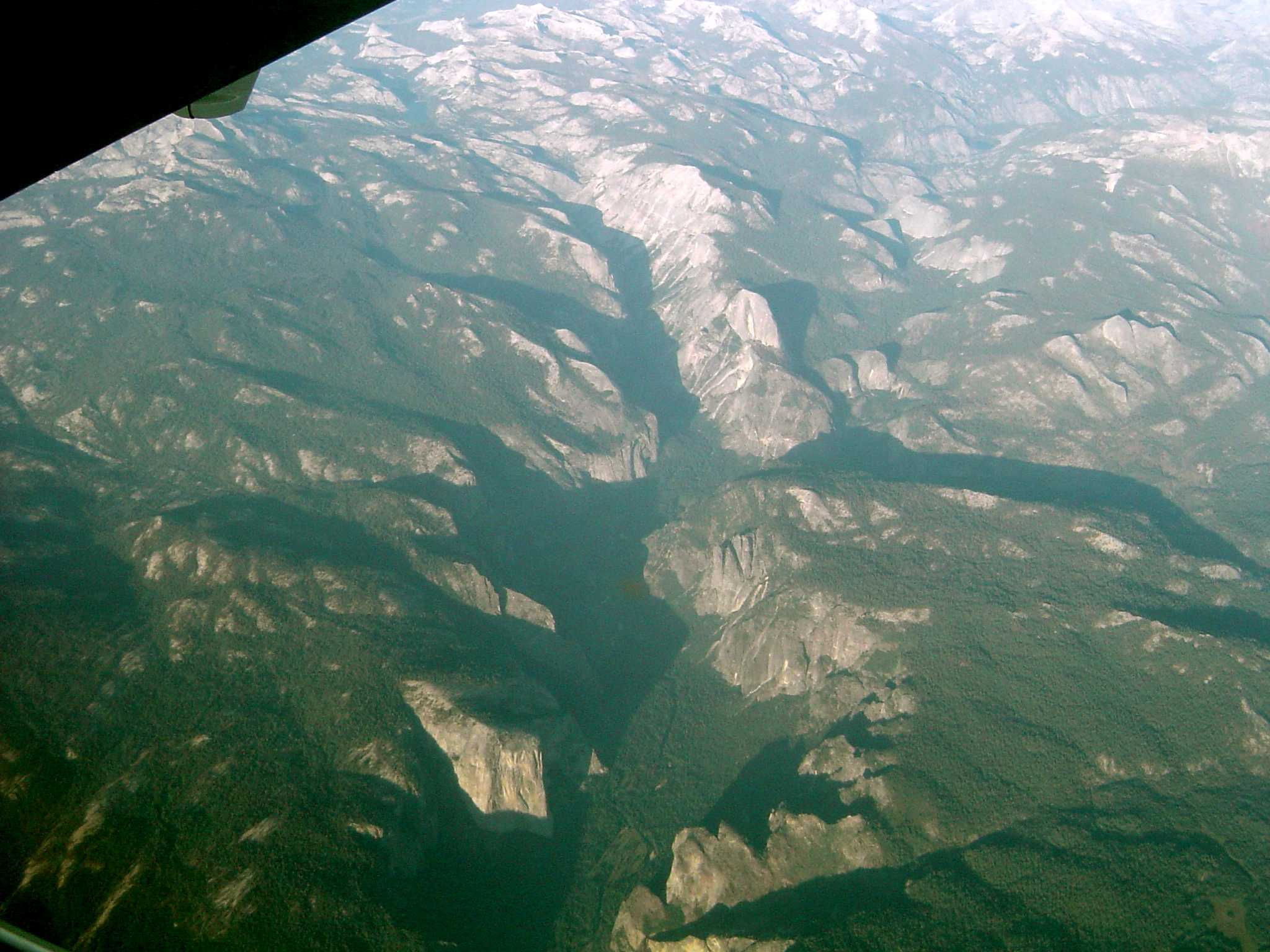
Долина Йосеміті з літака.

Льодовиковий рельєф — форми земної поверхні, які утворюються внаслідок діяльності покривних і гірських льодовиків у сукупності з талими льодовиковими водами.
Розрізняють:
- екзараційні форми, утворені в корінних породах («баранячі лоби», «кучеряві скелі» — на рівнинах, троги, карри, ригелі — в горах),
- льодовиково-акумулятивні (моренні рівнини, горби, гряди та ін.),
- флювіогляціальні (зандрові рівнини, флювіогляційні тераси і ін.).

## Рельєф материкових зледенінь
До цього типу рельєфу належить сучасний рельєф, сформований під льодовиковими щитами та поблизу їхньої периферії: Антарктичним, Грендланським, Північно-Канадським, о-вів Ісландія, Шпіцберген, Нова Земля, Франца-Йосифа. Максимальна потужність льодовикових товщ 3–4 км. Підльодовиковий рельєф вивчають методами сейсмічного зондування, які дають змогу побачити під товщею льоду гірські вершини, рівнини, жолоби. Таким чином складені карти корінного ложа Антарктиди (А. П. Капіца, 1968) й островів із льодовиковими куполами на них. До рельєфу материкових зледенінь зачисляють також рельєф плейстоценових зледенінь, поширений на рівнинах півночі Канади, Росії, у Патагонії, Скандинавії, Прибалтиці, Білорусі та на півночі України.
Льодовиковий рельєф за морфогенетичними ознаками поділяють на екзараційний (льодовикової ерозії, денудації) й акумулятивний. Територію, яка зазнала впливу льодовика та його талих вод, за переважанням тих чи інших форм поділяють на зони: льодовикової екзарації, акумуляції і воднольодовикову.
Форми екзараційного рельєфу материкових зледенінь: баранячі лоби, кучеряві скелі, пасма (сельги) та западини льодовикової обробки, фіордові і шхерні береги морів. Елементами екзараційного рельєфу є штрихи та борозни на поверхні виходів корінних порід на шляху руху льодовика.
Форми акумулятивного рельєфу материкових зледенінь: ози, ками, друмліни, моренні горби та пасма. На етапах осциляції і наступання льодовика утворювалися напірні та морени видавлювання, а в інтергляціальні й інтерстадіальні етапи під час відступання льодовика — кінцеві морени. Танення мертвого льоду призводило до утворення абляційних морен. Морена (від франц. moraine, вперше описана у Французьких Альпах) — це невпорядкована суміш суглинків, супісків, пісків, гравію, гальки, валунів у різному співвідношенні між собою.
Воднольодовикові форми рельєфу: долинні, вододільні зандри та зандрові рівнини, складені піщаним матеріалом, а також прильодовикові озера, в яких накопичувалися особливі відклади — стрічкові глини.

## Дослідження давніх материкових зледенінь

#### I. Визначення часових проміжків зледенінь
1. Кількість, вік і тривалість льодовикових періодів.
2. Кількість, вік і тривалість льодовикових стадій (стадіалів, осциляцій, інтерстадіалів).
3. Особливості розвитку рельєфу від наступання першого до відступання кінцевого льодовикового покриву.
4. Палеогеографічні обстановки інтергляціальних та інтерстадіальних відрізків часу.
Для з'ясування цих аспектів виконують детальні польові дослідження морен і міжморенних горизонтів, їхньої потужності, літологічного і гранулометричного складу, найменші відміни яких виявляють льодовикові і міжльодовикові епохи та стадії. Виконують стратиграфічне розчленування четвертинної товщі, використовуючи методи оцінки вивітрілості матеріалу морен: чим вивітріліший, тим морена старша. Досліджують залишки організмів, які дають інформацію про періоди похолодань-потеплінь. Виконують споро-пилковий аналіз, який дає змогу реконструювати ландшафтну обстановку минулого, уточнити відносний геологічний вік різних міжльодовикових товщ.
Детально вивчають форми й елементи рельєфу, які дають уявлення про такі фази зледеніння:
1) наступання льодів. Відбувається активна руйнівна робота льоду, перенесення уламкового матеріалу, затягування в тіло льодовика і перетирання в ньому підстильних відкладів, формування шару мореновмісного льоду. Відбувається розчленування льодовикового покриву на великі потоки відповідно до особливостей рельєфу, які він прорізає;
2) стаціонарне положення. Характерне досягнення граничних меж поширення і тимчасова стабілізація льодовикового краю. Прихід дорівнює витратам льоду. Йде активна акумулятивна діяльність. Виникають гляціодислокації та системи паралельно-грядового рельєфу крайових зон, льодорозділювальні міжлопатеві височини та зони фронтальної акумуляції;
3) відступання льоду. Відбувається зменшення маси льоду внаслідок його танення та випаровування (абляція), омертвіння периферії льодовикового покриву. Панує руйнівна діяльність талих льодовикових вод. На комплекси рельєфу, створені активним льодом, накладаються форми, типові для пасивного і мертвого льоду.

#### II. Характеристика зони льодовикової екзарації охоплює
1) площу поширення льодовикових денудаційних форм, площу їхніх скупчень;
2) середні та максимальні розміри форм (довжина, ширина, висота);
3) особливості морфографії, чіткість форм і виразність морфологічних границь, крутість різноорієнтованих схилів;
4) орієнтацію видовжених форм;
5) породи, якими складені екзараційні форми, їхні літологічні відміни і вплив на морфологію форм рельєфу;
6) наявність штрихів і борозен на поверхні корінних порід — їхні параметри, орієнтація на елементах форм і в межах мезорельєфу (на підвищеннях, схилових поверхнях, у пониженнях), співвідношення з орієнтацією форм рельєфу. Штрихи та борозни засвідчують напрям руху льодовика;
7) зламаність поздовжнього профілю рік (наявність порогів, водоспадів), складність обрисів гідрографічної мережі в плані, які свідчать про нерівномірність льодовикової ерозії;
8) обриси берегової лінії озер у котловинах випахування, сліди давніх берегових ліній та ознаки нерівномірних піднять за їхнім положенням.
Застосовують методи польових експедиційних пошукувань, а також методи дистанційних досліджень поширення і видозмін форм.

#### III. Вивчення зони льодовикової акумуляції передбачає такі аспекти
1. Види льодовикових акумулятивних форм досліджуваної території та закономірності їхнього поширення.
2. Морфометричні параметри форм.
3. Особливості поперечного профілю — симетричний чи асиметричний, крутість схилів.
4. Характер вершин чи гребенів.
5. Орієнтування видовжених форм і простягання в плані — дугоподібне, прямолінійне, суцільне, переривчасте.
6. Петрографічна характеристика морени, якими складені акумулятивні форми. Порівняння петрографічного і мінералогічного складу морени та корінних порід, яке дає підставу з'ясувати звідки насувався льодовик.
7. Різниця у літологічному складі морени по вертикалі, вздовж простягання шарів і на різних елементах рельєфу.
8. Виділення кінцевоморенних і пагорбів стадіальних морен, які характеризують етапи скорочення льодовика, відміни у їхньому складі.
9. Колір морени.
10. Гранулометричний склад з відображенням результатів на кумулятивній кривій і у вигляді діаграм. За переважаючими компонентами виділяють морени валунні, щебенисті, піщані, супіщані, суглинисті.
11. Різниця гранулометричного складу вздовж розрізу, яка допомагає виділити різні типи морен — донну, внутрішню абляційну тощо. Для камів переважання піщано-гравійного матеріалу означає флювіогляціальне походження, а піщано-глинистого стрічкового — на лімногляціальне.
12. Включення валунів: насиченість (кількість на одиницю ваги чи об'єму породи), розміри, форма, обкатаність, петрографічний склад, орієнтування довгої осі (відображають на розідіаграмі). Часто валуни витягнуті довгими осями вздовж напряму руху льодовика, мають форму праски з відполірованою плоскою гранню. У донній морені валуни більш відшліфовані, мають борозни виразної орієнтації. У внутрішній абляційній морені — менш шліфовані, поганої орієнтації. Валуни та льодовикові брили допомагають розв'язати питання про кількість зледенінь, центри зародження, напрям руху і місця зупинок льодовикових потоків.
13. Характеристика міжморенних горизонтів. Бувають інтергляціальні, інтерстадіальні та міжосциляційні. Представлені комплексом перигляціальних відкладів — флювіогляціальних, лімно-гляціальних, кріосоліфлюкційних. Охоплюють нижній, середній і верхній підгоризонти, які характеризують перехід від похолодання до потепління, власне потепління (міжльодовиковий період) і початок наступного похолодання. За складом — це тонкозернисті відклади з включеннями органогенного матеріалу.
14. Наявність корінних чи четвертинних порід в основі напірних морен, ознаки в них гляціодислокацій.
15. Для озів — текстурні особливості відкладів. Також означують їхнє радіальне (поздовжнє) чи маргінальне (поперечне до руху льодовика) поширення.
16. Для друмлінів — наявність корінного ядра в основі, їхній генезис — внаслідок танення і перевідкладання уламкового матеріалу в тріщинах льодовика чи внаслідок повторного наступу льодовика, перетворення раніше сформованого горбисто-моренного рельєфу.
17. Характеристика западин, котловин та улоговин, які сформувалися внаслідок нерівномірного відкладання морен, танення брил мертвого льоду, ерозії талих вод. 18. Морфометрія дольодовикового рельєфу (палеодолини, ерозійні останці).
Маючи дані про контакти морени та корінних порід складають палеотопографічні карти, на яких відображають особливості дольодовикового рельєфу. З'ясовують ступінь успадкованості існуючого сучасного рельєфу з давнім дольодовиковим, сліди повного розмиву чи часткового перетворення внаслідок нерівномірної льодовикової акумуляції. У польових експедиціях досліджують морфометричні риси рельєфу та геологічну структуру. Виконують буріння для з'ясування потужності морен, характеру крівлі корінного ложа чи підстеляючих четвертинних відкладів. У лабораторних умовах методами електронної мікроскопії, спектрального, мінералогічного, геохімічного аналізів визначають генетичні, динамічні та інші особливості формування відкладів. Термолюмінісцентним, ізотопним чи іншими видами методів виконують датування відкладів. На підставі топографічних карт, матеріалів дистанційного зондування визначають площу і характер поширення льодовикових форм, їхнє висотне положення, а на підставі палеогеографічних карт — потужність і границю поширення давнього льодовикового щита.